# باشگاه ورزشی المجد
باشگاه ورزشی المجد (عربی: نادي المجد الرياضي‎) یک باشگاه فوتبال مستقر در دمشق سوریه است.

## دستاوردها
- جام سوریه: ۲

برنده: ۱۹۶۱، ۱۹۷۸
- مسابقات قهرمانی بین‌المللی دمشق: ۱

برنده: ۲۰۰۹

## المجد در آسیا
| فصل     | مسابقات    | دور        |          | باشگاه       | میزبان                 | مهمان |
| ------- | ---------- | ---------- | -------- | ------------ | ---------------------- | ----- |
| ۰۹–۲۰۰۸ | ای‌اف‌سی کاپ | گروهی      | هند      | دمپو         | ۲–۱                    | ۰–۱   |
|         |            | گروهی      | بحرین    | المحرق       | ۱–۱                    | ۳–۲   |
|         |            | گروهی      | اردن     | الفیصلی      | ۴–۳                    | ۲–۱   |
|         |            | یک شانزدهم | ازبکستان | نفتچی فرغانه | ۰–۰ (۱–۳ ضربات پنالتی) |       |